# Daniel Malescha
Daniel Malescha est un joueur allemand de volley-ball, né le 28 avril 1994 à Munich. Il joue au poste d'attaquant. Il évolue dans l'équipe United Volleys Frankfurt depuis la saison 2020-2021.

## Palmarès

### Clubs
Supercoupe d'Allemagne:
- 2016, 2017, 2018

Coupe d'Allemagne:
- 2017, 2018, 2019

Championnat d'Allemagne:
- 2017, 2018, 2019